# Vinícius Salvatori
Vinícius Salvatori (Porto Alegre, 30 de maio de 1943 - Rio de Janeiro, 26 de agosto de 1993) foi um ator e dublador brasileiro.

## Biografia
Atuou nas primeiras versões das novelas Selva de Pedra e Irmãos Coragem na década de 70. Na década de 80 atuou nas minisséries Bandidos da Falange e O Tempo e o Vento na Rede Globo.
No cinema atuou em sucessos como Pindorama, Amor Bandido e O dragão da maldade contra o santo guerreiro onde interpretou o personagem Mata-Vaca.
No teatro, dentre outras peças, Vinícius Salvatori atuou em A Escolha ou O Desembestado de Ariovaldo Matos, (1967); De Brecht à Stanislaw Ponte-Preta de Geir Campos, (1967); O Último Carro de João das Neves, (1976); O Covil das Raposas de Miguel M. Abrahão, (1979); Escola de Mulheres de  Moliére, (1985).
Um de seus personagens mais marcantes na TV foi na clássica minissérie O Tempo e o Vento da Rede Globo, onde interpretou o personagem Jango Veiga ao lado de outros atores consagrados como Armando Bogus, Luthero Luiz, Maurício do Valle, Oswaldo Louzada, Lélia Abramo e José Lewgoy.
Em 1990 atuou na novela Rainha da Sucata da Rede Globo interpretando o advogado do personagem Gouveia, vivido pelo ator Ivan Mesquita.
Vinícius Salvatori morreu na cidade do Rio de Janeiro. O ator teve um ataque cardíaco enquanto ia para o ensaio de uma peça teatral. Por estar sem documentos, quase foi enterrado como indigente.
Seu último trabalho na TV foi na minissérie Desejo de Glória Perez que foi ao ar em 1990 pela Rede Globo.

## Filmografia

### Televisão
| Ano  | Título                                          | Papel                   |
| ---- | ----------------------------------------------- | ----------------------- |
| 1990 | Desejo                                          | Policial                |
| 1990 | Rainha da Sucata                                | Advogado de Gouveia     |
| 1985 | Tenda dos Milagres                              | Meirinho                |
| 1985 | O Tempo e o Vento                               | Jango Veiga             |
| 1983 | Bandidos da Falange                             | (Participação Especial) |
| 1979 | Plantão de Polícia                              | Ribeira                 |
| 1979 | Os Gigantes                                     | Donato                  |
| 1978 | Sítio do Picapau Amarelo episódio "O Minotauro" | Brutus                  |
| 1977 | Nina                                            | Salvatore               |
| 1975 | Cuca Legal                                      | Ivo                     |
| 1974 | Fogo Sobre Terra                                | Bruno Campos            |
| 1974 | Supermanoela                                    | Reinaldo                |
| 1972 | Selva de Pedra                                  | Antonius                |
| 1971 | O homem que deve morrer                         | Delegado Almiro Covas   |
| 1970 | Irmãos Coragem                                  | Castro                  |
| 1969 | A Ponte dos Suspiros                            |                         |
| 1963 | Ilha do Tesouro                                 |                         |

### Cinema
| Ano  | Título                                       | Papel           |
| ---- | -------------------------------------------- | --------------- |
| 1989 | Kuarup                                       |                 |
| 1984 | Amor Maldito                                 |                 |
| 1983 | O bom burguês                                |                 |
| 1980 | Giselle                                      |                 |
| 1979 | O Caso Cláudia                               | capanga         |
| 1979 | Amor Bandido                                 | Paranhos        |
| 1979 | A República dos Assassinos                   |                 |
| 1978 | Se segura, malandro!                         | Bob             |
| 1976 | O Casamento                                  | Delegado Rangel |
| 1973 | Sagarana, o duelo                            |                 |
| 1971 | O Capitão Bandeira contra o Dr. Moura Brasil | Mata-Vaca       |
| 1970 | Os deuses e os mortos                        | Cosme           |
| 1970 | Pindorama                                    |                 |
| 1969 | O dragão da maldade contra o santo guerreiro | Mata-Vaca       |